# Distretto di Doe
Il distretto di Doe è un distretto della Liberia facente parte della contea di Nimba.